# Mouhcine Cheaouri
Mouhcine Cheaouri (ur. 15 stycznia 1989) – marokański lekkoatleta specjalizujący się w skoku o tyczce.
W 2007 był finalistą igrzysk panarabskich, a rok później odniósł pierwszy sukces w karierze zdobywając tytuł mistrza Afryki. Kolejne sukcesy odniósł dopiero w 2011 zostając wicemistrzem krajów arabskich oraz zdobywając złoty medal igrzysk panarabskich. W 2012 ponownie został mistrzem Afryki. Mistrz krajów arabskich z maja 2013. Brązowy medalista mistrzostw Afryki w Marrakeszu (2014).
Rekord życiowy: 5,20 (2 sierpnia 2008, Rabat). 

## Osiągnięcia
| Rok  | Impreza                          | Miejsce        | Pozycja    | Wynik |
| ---- | -------------------------------- | -------------- | ---------- | ----- |
| 2007 | Igrzyska panarabskie             | Kair           | 6. miejsce | 4,60  |
| 2008 | Mistrzostwa Afryki               | Addis Abeba    | 1. miejsce | 4,80  |
| 2011 | Światowe igrzyska wojska         | Rio de Janeiro | 9. miejsce | 4,80  |
| 2011 | Mistrzostwa panarabskie          | Al-Ajn         | 2. miejsce | 4,80  |
| 2011 | Igrzyska panarabskie             | Doha           | 1. miejsce | 5,10  |
| 2012 | Mistrzostwa Afryki               | Porto-Novo     | 1. miejsce | 5,10  |
| 2013 | Mistrzostwa panarabskie          | Doha           | 1. miejsce | 5,00  |
| 2013 | Igrzyska solidarności islamskiej | Palembang      | 1. miejsce | 5,10  |
| 2014 | Mistrzostwa Afryki               | Marrakesz      | 3. miejsce | 5,00  |
| 2015 | Mistrzostwa panarabskie          | Manama         | 1. miejsce | 5,00  |